# Grigore T. Popa
Grigore T. Popa (ur. 1 maja 1892 w Șurănești w Vaslui, zm. 18 lipca 1948 w Bukareszcie) – rumuński lekarz, naukowiec, członek korespondent Academia Română.
Studiował medycynę w Jassach, a następnie, dzięki stypendium Fundacji Rockefellera, specjalizował się w Chicago i Londynie. Po powrocie do kraju profesor anatomii i kierownik Instytutu Anatomii w Jassach. Od 1942 roku w Bukareszcie. Zajmował się przede wszystkim neuroendokrynologią i układem naczyniowym przysadki i podwzgórza.

## Wybrane prace
- Legătura vasculară dintre hipofiză și hipotalamus
- A tehnique for operations on the hypotalamo-hypophisial region of the rabbit. 1938